# Гардабани
Гардабани (груз. გარდაბანი) је град у Грузији у регији Доњи Картли. Према процени из 2009. у граду је живело 14.100 становника.

## Становништво
Према процени, у граду је 2009. живело 14.100 становника.
| 1989.  | 2002.  |
| ------ | ------ |
| 17.176 | 11.768 |